# Joseph d'Arimathie (roman)
Joseph d'Arimathie of Estoire dou Graal is een octosyllabische (acht lettergrepen) roman in 3500 verzen, geschreven door Robert de Boron tussen 1190 en 1199. De originele tekst, ondertekend door de auteur, wordt bewaard in een enkel manuscript in de Bibliothèque nationale de France (cote fr. 20047), die ook een fragment in 502 verzen bevat van het primitieve Merlin. Van de prozaversie van Joseph d'Arimathie, een latere versie, vermoedelijk van Robert de Boron, zijn er ongeveer vijftien manuscripten of fragmenten gekend. Joseph van Arimathie, Merlin en  Perceval in prozavormen samen een trilogie genaamd Le Roman du Graal of Roman de l'Estoire du Grall (ook wel Petit Cycle du Graal genoemd).

## Verhaal
Robert de Boron, gebaseerd op apocriefe geschriften (het Evangelie van Nikodemus), vertelt dat het laatste maaltijd van Christus werd gehouden bij zijn broer Simon. Jozef van Arimathea, kwam achteraf in het bezit van de gebruikte calix waarmee hij een beetje van het bloed van Jezus verzamelde bij de kruisafname, voordat hij het lichaam in het graf plaatste. Jozef werd door de Joodse autoriteiten in de gevangenis zonder eten gegooid, hij kan overleven dankzij de contemplatie van de Heilige graal. Na twaalf jaar werd hij vrijgelaten door keizer Vespasianus. Hij verliet toen Palestina, richtte een gezelschap van volgelingen op en ze kwamen samen rond een tafel, ter nagedachtenis aan dat van het Laatste Avondmaal, hiermee creëerde hij het idee van de Orde van de Ronde Tafel. Vervolgens gaf hij de Graal aan zijn schoonzoon Bron, Roi Pêcheur, de Visserkoning. Alain, de laatste van de twaalf zonen van Bron, kreeg de kennis van zijn oom Jozef door. Samen met de Heilige Lans en de Heilige Graal ging Alain naar het Eiland Bretagne, Jozelf zelf ging niet mee. Een van Alains zonen zal op een dag de bewaker worden van de Heilige Graal.